# Clarinette d'amour
La clarinette d'amour ou clarinetto d'Amore ou clarinetto dolce est un instrument de musique ancien, membre de la famille des clarinettes . En comparaison avec les clarinettes soprano en si  et en la, la clarinette d'amour est similaire en forme et en fabrication, mais elle est plus grande, le plus souvent accordée en sol (des modèles en la , en fa et en ré sont également connus). Cependant, elle possède des trous d'harmonie et une perce proportionnellement plus petits, et un pavillon en forme de poire ou de bulbe (appelé pavillon d'amour ou «Liebesfuß») semblable à celui du hautbois d'amour et du cor anglais ; ces caractéristiques donnent à l'instrument son timbre distinctif.

## Histoire
La clarinette d'amour est apparue pour la première fois vers le milieu du XVIIIe siècle et était populaire en Europe centrale, mais a été abandonnée au milieu du XIXe siècle. On suppose que le cor de basset, qui à l'époque partageait les caractéristiques de son grave et de petite perce, était issu de la clarinette d'amour.
A sa création, elle disposait généralement de 3 clés et d'un bocal courbe. Au début du 19e siècle, on lui a ajouté 1 ou 2 clés supplémentaires. Sa production s'est tarie avec l'arrivée de la clarinette à 13 clés d'Iwan Müller après 1810.
Le pavillon piriforme à la base de l'instrument est la caractéristique principale de l'instrument et crée un timbre tendre et suppliant qui est presque aussi doux que le miel; ce timbre particulièrement mélodieux était très apprécié à l'époque du mouvement allemand Sturm und Drang. La clarinette d’amour est néanmoins passée de mode et a été oubliée.
Une trentaine d'exemplaires de clarinettes d'amour produites entre 1740 et 1850 est présente dans les collections des musées publics consacrés aux instruments de musique (base MIMO).

## Développements modernes
Les travaux récents autour de cet instrument portent sur un projet d'enregistrement dirigé par le clarinettiste Vlad Weverbergh de la musique du compositeur bruxellois Henri-Joseph de Croes pour clarinettes d'amour historiques (disponible chez Etcetera Records) en 2019 et sur la fabrication d'une clarinette d'amour moderne en sol (avec un registre écrit descendant au do2 grave, sonnant sol1) pour le clarinettiste Richard Haynes par le facteur Schwenk & Seggelke :

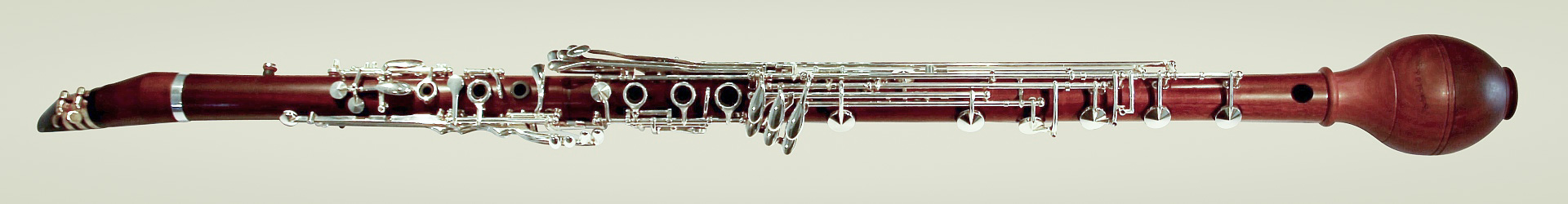
Une clarinette d'amour moderne, en sol, construite par Schwenk & Seggelke, Bamberg; commandée par Richard Haynes.

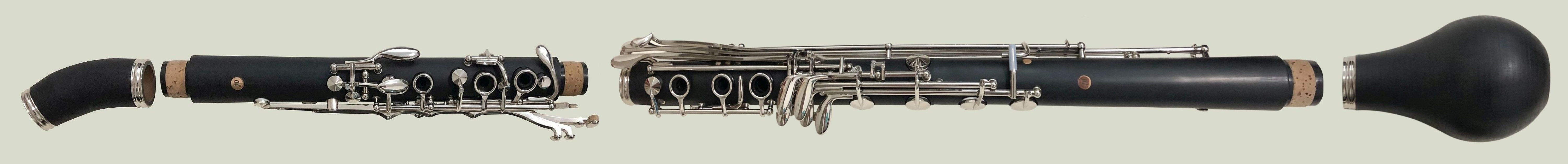
Une clarinette d'amour moderne, reconstruite à partir d'une clarinette chinoise en sol.

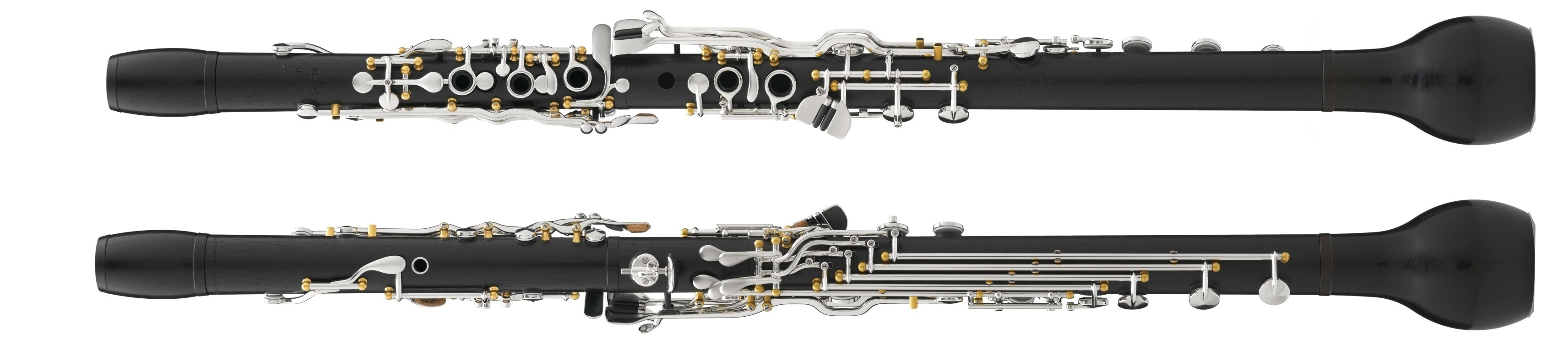
Une clarinette de basset allemande en la avec Pavillon d'amour, haut et bas, construite par Gerold-Clarinets, Fritzens, Autriche.

Autres :

## Œuvres pour ou comprenant la clarinette  d'amour / dolce ou  «ensol»

### Répertoire ancien
- Johann Christian Bach - Temistocle: Acte Trois - "Ah si resta" (1772) incl. 3 clarinettes d'amour en ré (bien que probablement considérées comme des cors de basset en ré)
- Anonyme - Concertante en sol majeur pour deux clarinettes d'amour et ensemble
- Henri-Joseph de Croes - Partita (1788) pour deux clarinettes en sol, deux altos et violone (enregistré avec des clarinettes d'amour par Terra Nova Collective)
- Johann Simon Mayr - Qui sedes, pour soprano, ténor et clarinetto dolce ou cor de basset
- Johann Simon Mayr - Gloria patri, pour soprano, cor et clarinetto dolce
- Jan Václav Kněžek : Concerto pour deux clarinettes et orchestre en la majeur, composé à l'origine pour la clarinette d'amour[5],[6]

### Répertoire moderne
- Henrik Strindberg - Musique pour clarinette d'amour et cordes (2018)
- James Gardner - Carica d'amore (2020)
- Richard Haynes - Shorelines (2020)
- Samuel Andreyev - A Line Alone (2020)
- Chris Dench - Ghosts of motion (2020)
- Walter Feldmann - ... süsses Unheil ... (2020)
- Matthias Renaud - Schattenlinie (2020)
- Jonah Haven - huso huso (2020)
- Sean Quinn - Incubation (2020)
- Martin Gaughan - Sonatina (Hushed in the Twilight) (2020/21)
- Samuel Andreyev — Sonata da camera (2021)
- Catherine Lamb – Curva Triangulus (2018/2021)
- Sachie Kobayashi — être (2022)

## Photothèque

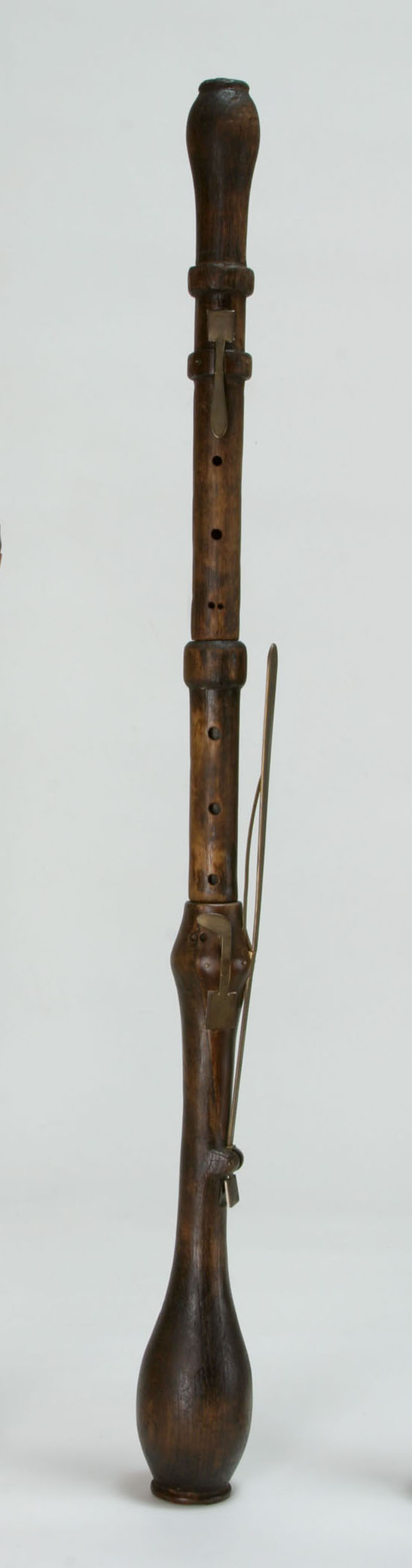
Clarinette d'amour à quatre clés carrées du facteur Gehring à Leipzig (1783-1793).